# San Diego Chargers 2016
La stagione 2016 dei San Diego Chargers è stata la 47ª della franchigia nella National Football League, la 57ª complessiva e la quarta con Mike McCoy come capo-allenatore. A causa delle condizioni del vecchio Qualcomm Stadium, ci fu furono speculazioni che la squadra avrebbe potuto trasferirsi a Los Angeles, dove il club aveva giocato la sua prima stagione nel 1960, dopo la decisione della NFL di consentire ai St. Louis Rams di spostarsi anch'essi a Los Angeles. Il 4 gennaio 2016, la squadra ne fece richiesta ufficiale alla lega, assieme ai Rams e agli Oakland Raiders. La NFL si riunì per prendere una decisione in merito in una riunione straordinaria il 12 gennaio: questa avrebbe approvato il trasferimento dei Chargers se avesse deciso di entrare in partnership con i Rams (la proposta congiunta di Raiders e Chargers non ricevette abbastanza supporto da parte della lega, portando Oakland a rinunciarvi). Il 29 gennaio 2016, i Chargers annunciarono che sarebbero rimasti a San Diego per la stagione 2016, continuando i negoziati con la città per un nuovo stadio. Contemporaneamente, la squadra strinse un accordo per potere utilizzare il futuro stadio dei Rams nel caso tali trattative fossero fallite. Il 12 gennaio 2017, il club annunciò il suo ritorno a Los Angeles.

## Scelte nel Draft 2016

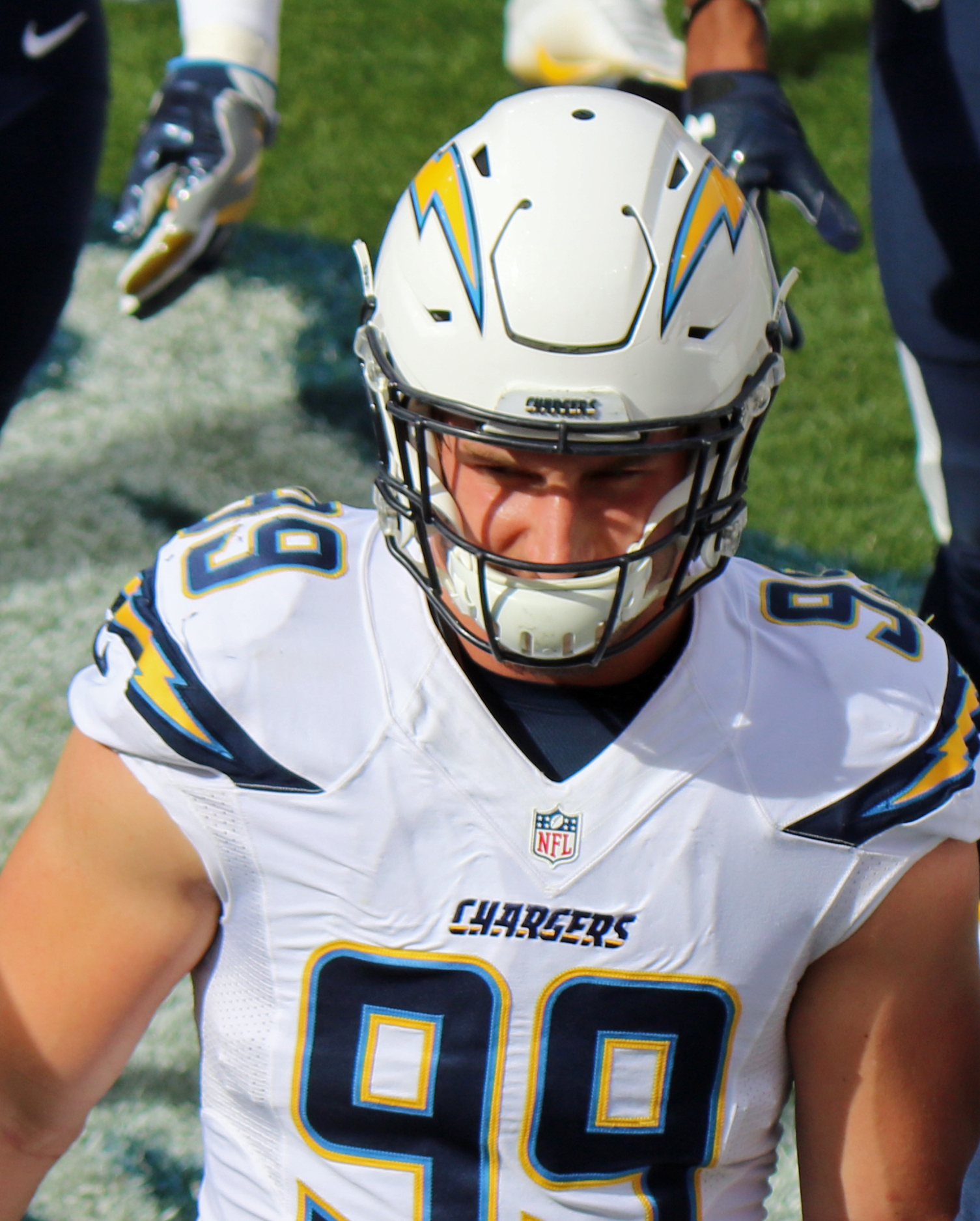
I Chargers scelsero Joey Bosa come terzo assoluto nel Draft 2016

| Scelte dei Chargers nel Draft 2016 |        |               |       |                |
| Giro                               | Scelta | Giocatore     | Ruolo | College        |
| 1                                  | 3      | Joey Bosa     | DE    | Ohio State     |
| 2                                  | 35     | Hunter Henry  | TE    | Arkansas       |
| 3                                  | 66     | Max Tuerk     | C     | USC            |
| 4                                  | 102    | Joshua Perry  | LB    | Ohio State     |
| 5                                  | 175    | Jatavis Brown | LB    | Akron          |
| 6                                  | 179    | Drew Kaser    | P     | Texas A&M      |
| 6                                  | 198    | Derek Watt    | FB    | Wisconsin      |
| 7                                  | 224    | Donavon Clark | G     | Michigan State |

|  | Scelta compensatoria |

## Staff
| Staff dei San Diego Chargers nel 2016 |
| --- |
| Organi dirigenziali - Proprietario: Alex Spanos - Presidente: Dean Spanos - CEO: Michael A. Spanos - General manager: Tom Telesco Capo allenatore - Mike McCoy Altri allenatori - Assistente dei coach: Mark Ridgley - Sviluppo della forza e della condizione: Kent Johnston - Assistente della forza e della condizione: Ricl Lyle - Qualità e controllo dell'attacco: Nick Sirianni - Qualità e controllo della difesa: Chad Grimm Allenatori dell'attacco - Coordinatore dell'attacco: Ken Whisenhunt - Quarterback: Frank Reich - Running back: Ollie Wilson - Wide Receiver: Fred Graves - Tight End: Vacante - Offensive Line: Joe D'Alessandris - Assistente Offensive Line: Andrew Dees Allenatori della difesa - Coordinatore della difesa: John Pagano - Defensive Line: Don Johnson - Linebacker: Joe Barry - Assistente Linebacker: Byron Storer - Secondary: Ron Milus - Assistente Secondary: Greg Williams Allenatori dello special team - Coordinatore dello Special Team: Kevin Spencer - Assistente dello Special Team: Craig Aukerman |

## Roster
| Roster dei San Diego Chargers nel 2016 |
| --- |
| Quarterback - 10 Kellen Clemens - 17 Philip Rivers Running Back - 27 Kenneth Farrow - 28 Melvin Gordon - 34 Derek Watt FB - 44 Andre Williams - 39 Danny Woodhead Wide Receiver - 13 Keenan Allen - 12 Travis Benjamin - 89 Isaiah Burse - 15 Dontrelle Inman - 16 Tyrell Williams Tight End - 85 Antonio Gates - 86 Hunter Henry - 84 Sean McGrath Offensive Linemen - 72 Joe Barksdale T - 78 Tyreek Burwell T - 77 King Dunlap T - 74 Orlando Franklin G - 76 D.J. Fluker G - 75 Chris Hairston T - 73 Spencer Pulley C - 68 Matt Slauson C - 62 Max Tuerk C - 79 Kenny Wiggins G Defensive Linemen - 99 Joey Bosa DE - 90 Ryan Carrethers NT - 94 Corey Liuget DE - 92 Brandon Mebane NT - 95 Tenny Palepoi DE - 93 Darius Philon DE - 91 Caraun Reid DE Linebacker - 97 Jeremiah Attaochu OLB - 57 Jatavis Brown ILB - 48 Nick Dzubnar ILB - 51 Kyle Emanuel OLB - 54 Melvin Ingram OLB - 53 Joshua Perry ILB - 52 Denzel Perryman ILB - 50 Manti Te'o ILB - 58 Tourek Williams OLB Defensive Back - 37 Jahleel Addae SS - 40 Pierre Desir CB - 24 Brandon Flowers CB - 26 Casey Hayward CB - 20 Dwight Lowery FS - 29 Craig Mager CB - 23 Dexter McCoil FS - 31 Adrian Phillips SS - 25 Darrell Stuckey FS - 22 Jason Verrett CB Special Team - 2 Josh Lambo K - 8 Drew Kaser P - 47 Mike Windt LS Lista delle riserve - 91 Zamir Carlis DE (IR) - 40 Terrell Chestnut CB (IR) - 63 Donavon Clark G (IR) - 87 Jeff Cumberland TE (IR) - 59 Brock Hekking LB (IR) - 81 Javontee Herndon WR (IR) - 11 Stevie Johnson WR (IR) - 98 Sean Lissemore NT (IR) - 44 Tyler Marcordes OLB (IR) - 43 Branden Oliver RB (IR) - 71 Damion Square NT (Sospeso) - 65 Chris Watt G (PUP) - 91 Carlos Wray DE (IR) Squadra di allenamento - 96 Kaleb Eulls G - 49 Ben Gardner LB - 81 Jonathan Krause WR - 27 Adrian McDonald S - 83 Jake McGee TE - 70 Austin Sheperd T - 7 Dom Williams WR - 42 Trevor Williams CB 53 attivi, 8 inattivi, 13 nella squadra di allenamento, 0 free agent |
| Legenda - I rookie sono in corsivo. - Il primo ruolo è il principale mentre gli eventuali successivi indicano i ruoli secondari. - (IR) sta per Injured Reserve ed indica la lista ristretta per un solo giocatore infortunato che può tornare ad allenarsi dopo la settimana 6 e a rientrare in prima squadra dopo che questa ha giocato 8 partite. - (NF-Inj.) / (NF-Ill.) stanno rispettivamente per Non-Football Injured e Non-Football Illness ed indicano le liste dove viene inserito un giocatore che ha un infortunio o una malattia non dipendente dal football americano. - (PUP) sta per Physically Unable to Perform ed indica la lista dove viene inserito un giocatore mentre è in attesa di recuperare la condizione fisica. Nella stagione regolare dopo la sesta partita giocata dalla propria squadra, il giocatore ha tempo tre settimane per riprendere ad allenarsi, più tre settimane aggiuntive dal suo rientro agli allenamenti per rientrare in prima squadra. |

## Calendario
| Turno | Data               | Avversario            | Risultato          | Record             | Stadio                              | NFL.com recap      |
| ----- | ------------------ | --------------------- | ------------------ | ------------------ | ----------------------------------- | ------------------ |
| 1     | 11/9               | at Kansas City Chiefs | S 27–33 (DTS)      | 0–1                | Arrowhead Stadium                   | Recap              |
| 2     | 18/9               | Jacksonville Jaguars  | V 38–14            | 1–1                | Qualcomm Stadium                    | Recap              |
| 3     | 25/9               | at Indianapolis Colts | S 22–26            | 1–2                | Lucas Oil Stadium                   | Recap              |
| 4     | 2/10               | New Orleans Saints    | S 34–35            | 1–3                | Qualcomm Stadium                    | Recap              |
| 5     | 9/10               | at Oakland Raiders    | S 31–34            | 1–4                | Oakland Alameda Coliseum            | Recap              |
| 6     | 13/10              | Denver Broncos        | V 21–13            | 2–4                | Qualcomm Stadium                    | Recap              |
| 7     | 23/10              | at Atlanta Falcons    | V 33–30 (DTS)      | 3–4                | Georgia Dome                        | Recap              |
| 8     | 30/10              | at Denver Broncos     | S 19–27            | 3–5                | Sports Authority Field at Mile High | Recap              |
| 9     | 6/11               | Tennessee Titans      | V 43–35            | 4–5                | Qualcomm Stadium                    | Recap              |
| 10    | 13/11              | Miami Dolphins        | S 24–31            | 4–6                | Qualcomm Stadium                    | Recap              |
| 11    | Settimana di pausa | Settimana di pausa    | Settimana di pausa | Settimana di pausa | Settimana di pausa                  | Settimana di pausa |
| 12    | 27/11              | at Houston Texans     | V 21–13            | 5–6                | NRG Stadium                         | Recap              |
| 13    | 4/12               | Tampa Bay Buccaneers  | S 21–28            | 5–7                | Qualcomm Stadium                    | Recap              |
| 14    | 11/12              | at Carolina Panthers  | S 16–28            | 5–8                | Bank of America Stadium             | Recap              |
| 15    | 18/12              | Oakland Raiders       | S 16–19            | 5–9                | Qualcomm Stadium                    | Recap              |
| 16    | 24/12              | at Cleveland Browns   | S 17–20            | 5–10               | FirstEnergy Stadium                 | Recap              |
| 17    | 1/1                | Kansas City Chiefs    | S 27–37            | 5–11               | Qualcomm Stadium                    | Recap              |

Note: Gli avversari della propria division sono in grassetto.

## Classifiche

### AFC West
| Pos | Squadra               | V  | S  | P | %    | Div | Conf | PF  | PS  | Striscia |
| --- | --------------------- | -- | -- | - | ---- | --- | ---- | --- | --- | -------- |
| 1.  | (2)Kansas City Chiefs | 12 | 4  | 0 | .750 | 6-0 | 9-3  | 389 | 311 | 2 V      |
| 2.  | (5)Oakland Raiders    | 12 | 4  | 0 | .750 | 3-3 | 9-3  | 416 | 385 | 1 S      |
| 3.  | Denver Broncos        | 9  | 7  | 0 | .563 | 2-4 | 6-6  | 333 | 297 | 1 V      |
| 4.  | San Diego Chargers    | 5  | 11 | 0 | .313 | 1-5 | 4-8  | 410 | 423 | 5 S      |

### American Football Conference
| Pos                 | Squadra              | Division           | V                  | S                  | P                  | %                  | Div                | Conf               | SOS                | SOV                | Striscia           |
| Leader di division  | Leader di division   | Leader di division | Leader di division | Leader di division | Leader di division | Leader di division | Leader di division | Leader di division | Leader di division | Leader di division | Leader di division |
| ------------------- | -------------------- | ------------------ | ------------------ | ------------------ | ------------------ | ------------------ | ------------------ | ------------------ | ------------------ | ------------------ | ------------------ |
| 1.                  | New England Patriots | East               | 14                 | 2                  | 0                  | .875               | 5-1                | 11-1               | .439               | .424               | 7 V                |
| 2.                  | Kansas City Chiefs   | West               | 12                 | 4                  | 0                  | .750               | 6-0                | 9-3                | .508               | .479               | 2 V                |
| 3.                  | Pittsburgh Steelers  | North              | 11                 | 5                  | 0                  | .688               | 5-1                | 9-3                | .494               | .423               | 7 V                |
| 4.                  | Houston Texans       | South              | 9                  | 7                  | 0                  | .563               | 5-1                | 7-5                | .502               | .427               | 1 S                |
| Wild card           |                      |                    |                    |                    |                    |                    |                    |                    |                    |                    |                    |
| 5.                  | Oakland Raiders      | West               | 12                 | 4                  | 0                  | .750               | 3-3                | 9-3                | .504               | .443               | 1 S                |
| 6.                  | Miami Dolphins       | East               | 10                 | 6                  | 0                  | .625               | 4-2                | 7-5                | .455               | .341               | 1 S                |
| Escluse dai playoff |                      |                    |                    |                    |                    |                    |                    |                    |                    |                    |                    |
| 7.                  | Tennessee Titans     | South              | 9                  | 7                  | 0                  | .563               | 2-4                | 6-6                | .465               | .458               | 1 V                |
| 8.                  | Denver Broncos       | West               | 9                  | 7                  | 0                  | .563               | 2-4                | 6-6                | .549               | .455               | 1 V                |
| 9.                  | Baltimore Ravens     | North              | 8                  | 8                  | 0                  | .500               | 4.2                | 7-5                | .498               | .363               | 2 S                |
| 10.                 | Indianapolis Colts   | South              | 8                  | 8                  | 0                  | .500               | 3-3                | 5-7                | .492               | .406               | 1 V                |
| 11.                 | Buffalo Bills        | East               | 7                  | 9                  | 0                  | .438               | 1-5                | 4-8                | .482               | .339               | 2 S                |
| 12.                 | Cincinnati Bengals   | North              | 6                  | 9                  | 1                  | .406               | 3-3                | 5-7                | .521               | .333               | 1 V                |
| 13.                 | New York Jets        | East               | 5                  | 11                 | 0                  | .313               | 2-4                | 4-8                | .518               | .313               | 1 V                |
| 14.                 | San Diego Chargers   | West               | 5                  | 11                 | 0                  | .313               | 1-5                | 4-8                | .543               | .513               | 5 S                |
| 15.                 | Jacksonville Jaguars | South              | 3                  | 13                 | 0                  | .188               | 2-4                | 2-10               | .527               | .417               | 1 S                |
| 16.                 | Cleveland Browns     | North              | 1                  | 15                 | 0                  | .063               | 0-6                | 1-11               | .549               | .313               | 1 S                |

Note
- Sotto la colonna SOV è indicata la percentuale della Strenght of Victory, statistica che riporta la percentuale di vittoria delle squadre battute da una particolare squadra (il valore assume rilievo come discriminante ai fini della classifica in caso di un record stagionale identico fra due squadre).
- Sotto la colonna SOS è indicata la percentuale della Strenght of Schedule, valore determinato da una formula che calcola la percentuale di vittoria di tutte le squadre che una singola squadra deve affrontare durante la stagione (il valore, insieme alla SOV, assume rilievo come discriminante ai fini della classifica in caso di un record stagionale identico fra due squadre).

- Sotto la colonna Div è indicato il bilancio vittorie-sconfitte (record) contro le squadre appartenenti alla stessa division di appartenenza (AFC West).
- Sotto la colonna Conf viene indicato il record contro le squadre appartenenti alla stessa conference di appartenenza (AFC).

## Premi
- Joey Bosa:

rookie difensivo dell'anno